# Enicospilus diminutus
Enicospilus diminutus är en stekelart som beskrevs av Ian D. Gauld 1977. Enicospilus diminutus ingår i släktet Enicospilus och familjen brokparasitsteklar. Inga underarter finns listade i Catalogue of Life.